# MÁSmóvil
MÁSmóvil és la marca comercial de Másmovil Telecom 3.0, operadora independent de telefonia mòbil amb seu social a Alcobendas (Espanya). Fundada el març de 2006 a Barcelona per Meinrad Spenger i Christian Nyborg. Va obtenir l'aprovació de la Comisión del Mercado de las Telecomunicaciones el 12 de maig de 2006 per operar sota la xarxa d'Orange. El servei es va iniciar comercialment el 19 de febrer de 2008 i s'ha convertit en el quart operador al mercat espanyol amb 10,4 milions de clients.

## Servei i cobertura
MÁSmóvil és un operador mòbil virtual que empra la xarxa d'antenes ja existent d'Orange Espanya i amb l'heretada de Yoigo. En ser les targetes SIM compatibles amb les d'Orange, les de MÁSmóvil es poden emprar als mòbils Orange encara que no estiguin alliberats. El servei d'atenció al client es pot obtenir mitjançant telèfon, correu electrònic, o l'ús de xarxes socials, on atenen les demandes i problemes dels usuaris i els informen de promocions i novetats al món de la telefonia mòbil. A diferència dels operadors amb xarxa pròpia i tarifes més altes, que subvencionen els terminals a canvi d'entregar-los bloquejats, els mòbils que ofereix MÁSmóvil són lliures i el seu preu és ajustat, però no està subvencionat. A mitjans de juny de 2010 es va començar a implementar, tot i que no a la majoria de seccions, el català al seu lloc web.
Ha anat comprant altres companyies petites com Ibercom en 2014, PepePhone, Yoigo en 2016, Llamaya en 2017, Lebara en 2018 i Lycamobile en 2020, i Euskaltel en 2021.